# Тинкем, Майкл
Майкл Ти́нкем (англ. Michael Tinkham, 23 февраля 1928, округ Грин-Лейк, Висконсин — 4 ноября 2010, Портленд, Орегон) — американский физик, специалист в области квантовой механики, физики твердого тела, магнетизма.

## Биография
Окончил Массачусетский технологический институт (1951) и Оксфордский университет. В 1955—1966 годах работал в Калифорнийском университете в Беркли (с 1961 — профессор). С 1966 года — профессор Гарвардского университета. Член Национальной АН США (1970).
Основные работы посвящены квантовой механике, физике твердого тела, магнетизму, ядерному магнитному резонансу, инфракрасной спектроскопии твердых тел, физике низких температур, сверхпроводимости. В 1957—1960 годах дал непосредственное доказательство существования энергетической щели в сверхпроводниках и показал, как её наличие позволяет объяснить поведение последних в магнитном поле. Широко известен исследованиями порогового поглощения дальнего инфракрасного излучения в сверхпроводящих плёнках, вихревого состояния в тонких плёнках сверхпроводников, сверхпроводящих микромостиков и эффекта Джозефсона в них.

## Награды
- Премия Оливера Бакли (1974)
- Премия памяти Рихтмайера (1977)
- Fred E. Saalfeld Award for Outstanding Lifetime Achievement in Science (2005)